# Кириллов, Михаил Александрович
Михаил Александрович Кириллов (1900—1971) — советский, российский и туркменский актёр, театральный режиссёр. Народный артист СССР (1971).

## Биография
Михаил Кириллов родился 8 ноября 1900 года в Томске (по другим источникам — в селе Старый Тартас Каинского уезда Томской губернии, ныне в Венгеровском районе Новосибирской области России).
Окончил Томский политехнический техникум имени К. А. Тимирязева.
Участник Гражданской войны.
С 1924 года — актёр и режиссёр театров Томска, Прокопьевска (Кузбасс), Омска, Новосибирска, Волгограда, Иркутска.
В 1937 году приглашен вместе с В. Ф. Федоровым в Ашхабадский русский драматический театр им. А. Пушкина. Сыграл в театре более 300 ролей.
Снимался в кино.
Умер 12 апреля (по другим источникам — 5 апреля) 1971 года в Ашхабаде.

### Семья
- Жена — Лидия Николаевна Котовщикова, актриса Ашхабадского русского драматического театра им. А.С.Пушкина. Народная артистка Туркменской ССР (1960).
- Сын — Александр.
- Внучка — Наталья.

## Награды и звания
- Народный артист Туркменской ССР (1946)[4]
- Народный артист СССР (1971)
- Государственная премия Туркменской ССР имени Махтумкули (1970) — за роль Нуры-Кора в пьесе «Кайгы-сыз Атабаев»
- Орден Ленина (1955)
- Орден Трудового Красного Знамени (1950)
- Орден «Знак Почёта»
- Медали

## Театральные работы
- 1938 — «Шемшат» Т. Эсеновой — первая роль
- «Кайгы-сыз Атабаев» — Нура-Кора
- «Джахан» («Весёлый гость») Г. Мухтарова — шофер Хаитов
- «Семья Аллана» Г. Мухтарова — Аллан
- «Судьба Таймаза» К. Курбаннепесова — главная роль
- «Кремлёвские куранты» Н. Погодина — Забелин
- «Беспокойная старость» Л. Рахманова — Полежаев
- «Три сестры» А. Чехова — Чебутыкин
- «Егор Булычов и другие» М. Горького — Егор Булычов
- «На дне» М. Горького — Лука
- «Король Лир» У. Шекспира — Лир[3].

## Фильмография
- 1957 — «Особое поручение» — эпизод
- 1964 — «Повесть о Пташкине» — Позычин
- 1965 — «Петух» — Берды-Ага